# 塞阿河

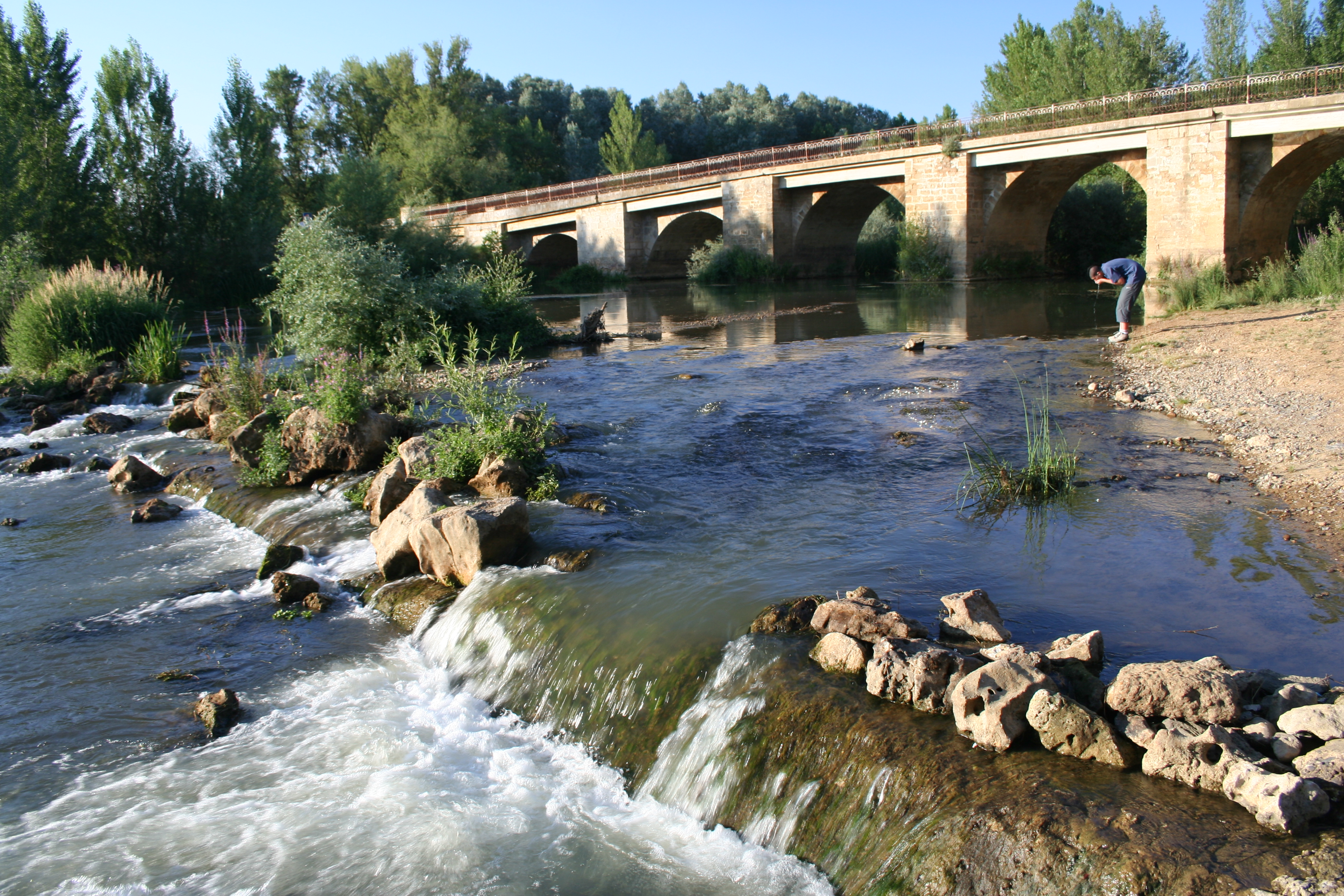
塞阿河邁奧爾加鎮段

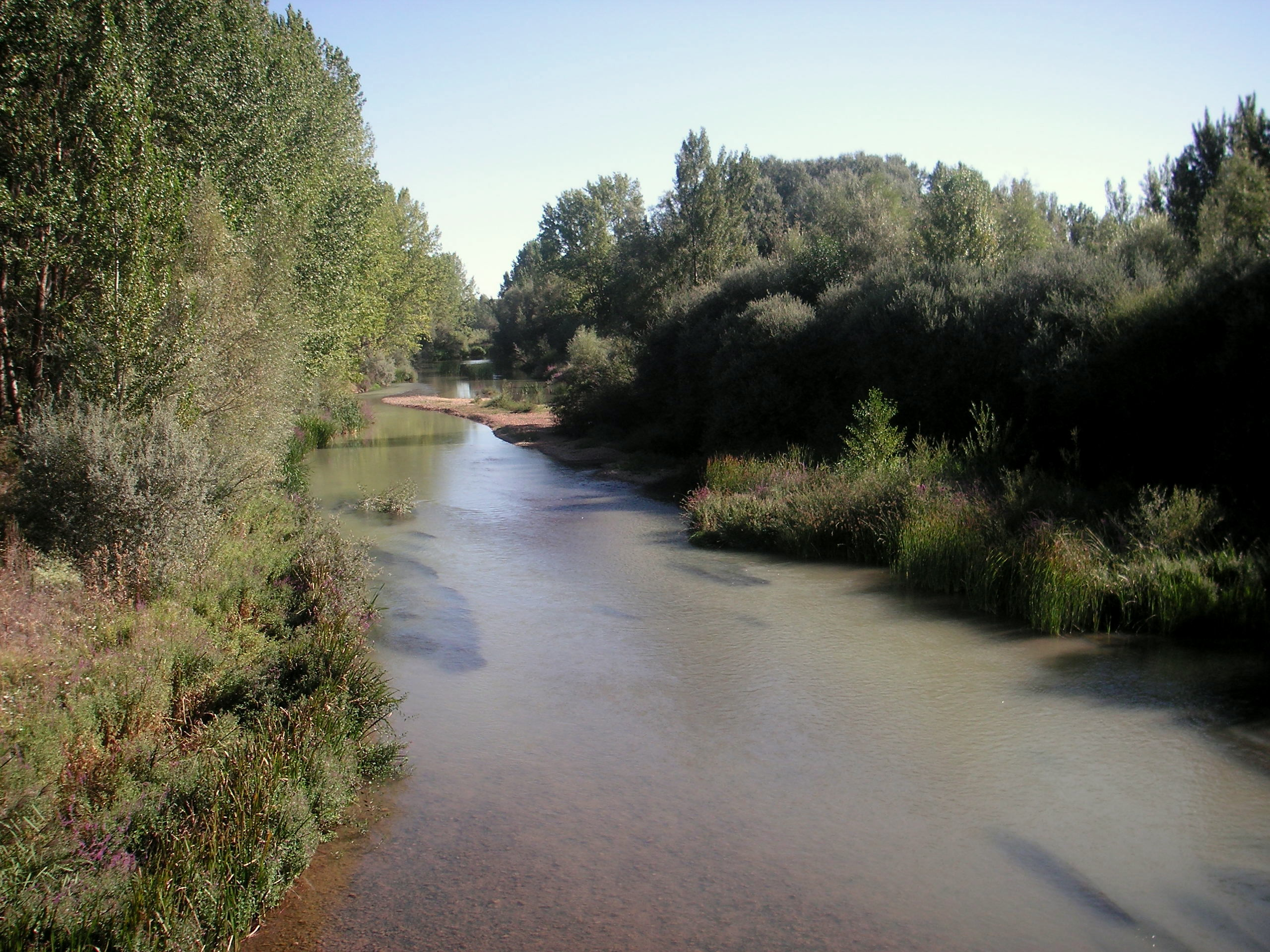
塞阿河下梅爾加鎮段

塞阿河（西班牙語：Río Cea）是西班牙東北部的一条河流，为埃斯拉河的支流，發源自普里奧羅，流經莱昂自治区，河道全長164公里，流域面積2,019平方公里。